# Сальвезин
Сальвези́н (фр. Salvezines) — коммуна во Франции, находится в регионе Лангедок — Руссильон. Департамент коммуны — Од. Входит в состав кантона Акса. Округ коммуны — Лиму.
Код INSEE коммуны — 11373.

## Население
Население коммуны на 2008 год составляло 90 человек.
| 1962 | 1968 | 1975 | 1982 | 1990 | 1999 | 2008 |
| ---- | ---- | ---- | ---- | ---- | ---- | ---- |
| 147  | 145  | 103  | 100  | 101  | 108  | 90   |

## Экономика
В 2007 году среди 60 человек в трудоспособном возрасте (15—64 лет) 39 были экономически активными, 21 — неактивными (показатель активности — 65,0 %, в 1999 году было 60,9 %). Из 39 активных работали 30 человек (19 мужчин и 11 женщин), безработных было 9 (7 мужчин и 2 женщины). Среди 21 неактивного 3 человека были учениками или студентами, 5 — пенсионерами, 13 были неактивными по другим причинам.